# OK Bihać
Odbojkaški Klub Bihać muški je odbojkaški klub iz Bihaća. Osnovan je 1959. godine.
Natječe se u Super ligi FBiH. OK Bihać osvojio je Premijer ligu Bosne i Hercegovine 2 puta, sezone 1995./96. i sezone 1996./97. 